# Pedro de Ribadeneyra
Compléments
Ribadeneyra fut un des plus proches collaborateurs de saint Ignace de Loyola
Pedro de Ribadeneyra (né Pedro Ortiz de Cisneros), né le 1er novembre 1526 à Tolède, Espagne et décédé le 22 septembre 1611 à Madrid, était un prêtre jésuite espagnol, proche collaborateur de saint Ignace de Loyola, sans cependant appartenir au groupe des fondateurs de la Compagnie de Jésus. Célèbre pour sa Vie de Loyola (1572), il est envoyé à Rome dans son enfance, et admis à l'âge de quatorze ans dans la Compagnie de Jésus.

## Biographie
Page dans la suite du cardinal Alexandre Farnèse qui l'emmène de Tolède à Rome, le jeune Pedro prend la fuite et se réfugie dans la maison des premiers compagnons jésuites, à Rome. Le 1er septembre 1540, quelques semaines avant l'approbation officielle de la Compagnie de Jésus par le pape Paul III, il est admis comme novice. Sa formation spirituelle et académique le conduit à Louvain (1542–1543), Rome (1543–1545) et Padoue (1545–1549). Pendant trois ans - à partir de 1549 - il enseigne la rhétorique au collège de Palerme. À la fin de ses études de théologie à Rome il y est ordonné prêtre le 8 décembre 1553.
En 1555, Ignace de Loyola, Supérieur général, l'envoie dans les Pays-Bas méridionaux, alors sous domination espagnole, où il introduit le nouvel ordre religieux (les Jésuites) auprès des autorités. Après ce séjour, il part pour l'Angleterre (1558) après un court intermède à Rome (1557) et en Flandres. À l'occasion de cette pérégrination, il assiste à la mort de la reine Marie Tudor et écrit Historia Ecdesiastica del scisma del Reyno de Inglaterra (1588–1594), rééditée à de multiples reprises. Il fut envoyé par Ignace de Loyola aux Pays-Bas méridionaux pour y « déclarer » les Constitutions jésuites et contribua, grâce à ses contacts à la cour d'Espagne, à obtenir la reconnaissance des jésuites dans les pays du Nord. Après le décès de saint Ignace de Loyola (en 1556) il fut un de ses premiers biographes, et historien des premières années de la Compagnie de Jésus.
Ribadeneyra est alors nommé provincial des jésuites en Toscane (1560), puis transféré en Sicile (1563) et de nouveau en Flandres. Après l'élection d'Everard Mercurian en tant que 4e Supérieur général de la Compagnie de Jésus, il est contraint de retourner en Espagne, ce qu'il accepte avec réticences. Il ne cesse de demander sa réaffectation en Italie, ce qui lui est refusé, et s'installe finalement à Madrid en 1574, où il demeure jusqu'à sa mort le 22 septembre 1611.

## Écrits
- Ribadeneyra écrit une Vie de Loyola en 1572, en latin, la traduisant en espagnol en 1583. Utilisant largement le Récit du pèlerin autobiographique du saint fondateur des Jésuites, cette œuvre fut rapidement traduite dans d'autres langues européennes ;
- le Tratado de la religión y virtudes que debe tener el príncipe cristiano para gobernar y conservar sus Estados. Contra lo que Nicolás Machiavelo y los políticos de este tiempo enseñan (Madrid, 1595)[1] ; traduit en français par Antoine de Balinghem à Douai en 1610.
- Les Fleurs des vies des saints ;
- une Vie de Lainez ;
- une Vie de S. François Borgia ;
- une Vie de Salmeron ;
- la Bibliothèque des écrivains jésuites (en latin), (Lyon, 1609).